# Cèsar I Gonzaga
Cèsar I Gonzaga (1530 – Guastalla, 15 de febrer del 1575) fou el segon comte de Guastalla, després de succeir el seu pare el 1557, i duc d'Amalfi.

## Biografia
Cèsar era fill del comte de Guastalla Ferran I i de la seva esposa Isabel de Càpua. De la seva mare va heretar el títol de duc d'Amalfi. Els altres títols que va heretar van ser: duc d'Ariano i príncep de Molfetta.
El 21 de maig del 1558 fou nomenat comandant en cap de les tropes espanyoles destinades a la Llombardia pel rei Felip II.
El 12 de març del 1560 es va casar amb Camil·la Borromeo, germana de sant Carles Borromeo i neboda de Giovanni Angelo de Mèdici, que feia poc havia estat nomenat papa Pius IV.

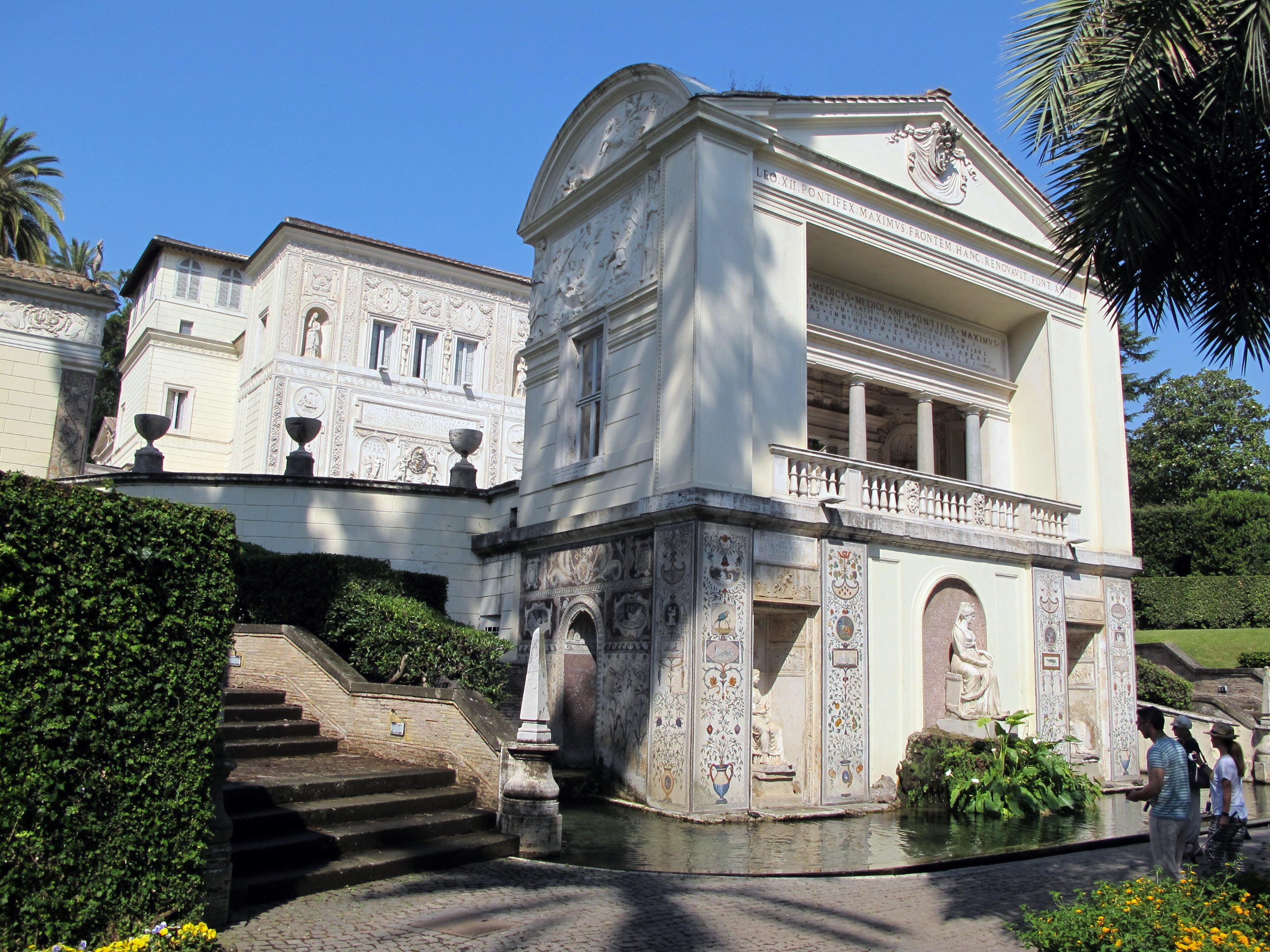
La Vil·la Pia del Vaticà

Cèsar Gonzaga fou membre d'un cercle literari pontifici anomenat Accademia delle Notti Vaticane, que es reunia a la Vil·la Pia, situada dins el Vaticà.
Fou un home culte i les seves sales del palau de Màntua, decorades de marbre, bonze, medalles i pintures, actualment ocupades per l'Accademia Virgiliana, eren sovint lloc de trobada de literats i artistes.
A partir del 1567 va instal·lar la seva pròpia cort a Guastalla, on va residir fins a la seva mort. L'encàrrec de la seva casa de Guastalla va ser confiat a l'arquitecte Francesco da Volterra.
Una de les seves famoses amants va ser Diana de Cardona, la qual va trencar per estar amb ell, el compromís que tenia amb Vespasiano I Gonzaga.

## Descendència
Amb la seva esposa Camil·la Borromeo va tenir dos fills:
- Margarida (1562-1618), duquessa de Sabbioneta;
- Ferran (1563-1630), duc de Guastalla.

Va tenir una filla il·legítima anomenada Hipòlita.